# Maricruz Nájera
Maricruz Nájera est une actrice mexicaine de cinéma et de télévision. Elle est l'épouse d'Alejandro Bichir et la mère de la famille Bichir.

## Filmographie

### À la télévision
- 1977 : Rina
- 1978 : Viviana
- 1978 : Mama campanitas
- 1979 : Los Ricos también lloran
- 1982 : Déjame vivir
- 1982 : Por amor
- 1983 : La Fiera
- 1986 : Cuna de lobos
- 1990 : Yo compro esa mujer
- 1993 : Valentina
- 1994 : Caminos cruzados
- 1997 : Desencuentro
- 1997 : Mi querida Isabel
- 1998 : La Usurpadora
- 2001 : Amigas y rivales
- 2002 : Las Vías del amor
- 2006 : Mujer, casos de la vida real
- 2007 : Sexo y otros secretos

### Au cinéma
- 1970 : El Juego de Zuzanka de Raúl Kamffer
- 1970 : Emiliano Zapata de Felipe Cazals
- 1970 : El Quelite de Jorge Fons
- 1971 : Para servir a usted de José Estrada
- 1972 : Los días del amor d'Alberto Isaac
- 1973 : El Principio de Gonzalo Martínez Ortega
- 1974 : La Muerte de Pancho Villa de Mario Hernández
- 1976 : Canoa de Felipe Cazals
- 1978 : El Patrullero 777 de Miguel M. Delgado
- 1990 : De la cabeza al cielo de Marcela Couturier
- 1990 : La Gata Cristy de Miguel Somera
- 1991 : El Patrullero d'Alex Cox
- 1993 : Amor a la medida de Raúl Araiza
- 1994 : La Güera Chabela de Mario Hernández
- 1997 : Men with Guns de John Sayles